# Enrico Cialdini

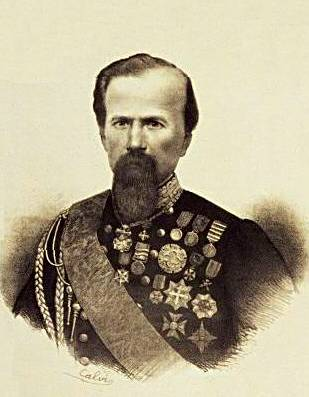
Enrico Cialdini

Enrico Cialdini, hertig av Gaeta, född 10 augusti 1811 i Castelvetro vid Modena, död 8 september 1892 i Livorno, var en italiensk diplomat och general som stred på kungens sida emot Kyrkostaten. 
Cialdini studerade filosofi och medicin i Parma, men måste 1831, för sitt deltagande i resningen i Modena, fly till Frankrike. År 1832 inträdde han i dom Pedros Oporto-legion, övergick 1835 till Spanien för att strida mot carlisterna och befordrades där till överstelöjtnant. Vid lombardiska resningens utbrott 1848 befann han sig i Paris, men begav sig genast till Italien för att inträda i frihetskämparnas led. Där föll han efter drabbningen vid Vicenza, svårt sårad, i österrikarnas händer, men frigavs snart och kämpade under återstoden av fälttåget i spetsen för en skara frivilliga. År 1855 deltog han i expeditionen till Erim, varefter han utnämndes till generalmajor, och 1859 deltog han åter i fälttåget mot österrikarna. Efter freden blev han generallöjtnant och befälhavare i Romagna. 
I september 1860 ryckte Cialdini tillika med Manfredo Fanti, in i Kyrkostaten, slog den påvliga hären vid Castelfidardo (18 september),  överskred neapolitanska gränsen, slog neapolitanerna vid Isernia (17 oktober), belägrade och intog Gaeta (13 februari 1861) och erövrade Messinas citadell (13 mars). Han blev därefter general. I april 1861 blev han deputerad i det första italienska parlamentet och råkade där i häftig strid med Giuseppe Garibaldi. Deras oenighet blev dock snart bilagd. 
De följande åren användes han än såsom ståthållare i södra Italien, än såsom militärbefälhavare. År 1864 utnämndes han till senator. Vid utbrottet av 1866 års krig mot Österrike förde han befälet över den här, som sammandrogs vid nedre Po för att över Ferrara anfalla Venedig, en plan som dock måste överges efter italienarnas nederlag i slaget vid Custoza. Sedan utnämndes han till generalstabschef i stället för Alfonso La Marmora, med vilken han på grund av 1866 års händelser, råkade i en mycket skarp litterär fejd, som dock slutligen avbröts genom konungens ingripande. Såsom sändebud åtföljde Cialdini 1870 prins Amadeo till Spanien och stannade där ända till 1873 såsom privatman. Sistnämnda år upphöjdes han till hertig av Gaeta, och i juli 1876 blev han ambassadör i Paris. År 1881 drog han sig tillbaka från det offentliga livet.